# Sitzungspolizei
Die Sitzungspolizei bezeichnet das Recht und die Pflicht des Vorsitzenden einer Gerichtsverhandlung, in der Sitzung die Ordnung nach § 176 Gerichtsverfassungsgesetz (GVG)  aufrechtzuerhalten.
Die Sitzungspolizei reicht deutlich weiter als das Hausrecht (welches vom Gerichtspräsidenten ausgeübt wird) und verdrängt dieses dort, wo eine sitzungspolizeiliche Kompetenz gegeben ist. Wo freilich weder der Vorsitzende als Träger der sitzungspolizeilichen Gewalt eingreifen kann, noch der Öffentlichkeitsgrundsatz berührt ist, kann auf das Hausrecht zurückgegriffen werden.
Der Sitzungspolizei des Vorsitzenden sind alle im Sitzungssaal anwesenden Personen unterworfen. Gemäß § 177 GVG können Parteien, Zeugen, Sachverständige oder bei der Verhandlung nicht beteiligte Personen aus dem Sitzungssaal entfernt werden, wenn sie Anordnungen nicht Folge leisten, zugleich kann gegen sie Ordnungshaft bis zu 24 Stunden verhängt werden. Die Anordnung erfolgt gegenüber Personen, die nicht an der Verhandlung beteiligt sind, durch den Vorsitzenden, in den übrigen Fällen durch das Gericht.
Zudem können gemäß § 178 GVG gegen Parteien, Beschuldigte, Zeugen, Sachverständige oder bei einer Verhandlung nicht beteiligte Personen, die sich in der Sitzung einer Ungebühr schuldig machen, Ordnungsmittel in Form eines Ordnungsgeldes oder Ordnungshaft verhängt werden. Auch hier wird das Ordnungsmittel gegenüber Personen, die bei der Verhandlung nicht beteiligt sind, vom Vorsitzenden, in den übrigen Fällen vom Gericht festgesetzt. Die verhängten Ordnungsmittel werden von der Staatsanwaltschaft als Vollstreckungsbehörde vollstreckt.
Justizwachtmeister vollziehen die Anordnung des vorsitzenden Richters bzw. des Gerichts regulär,  Polizeivollzugsbeamte leisten hier auf (mündliches) Verlangen des Vorsitzenden zusätzlich oder vertretungsweise Vollzugshilfe.
Soweit sitzungspolizeiliche Maßnahmen in einer Verhandlung vor dem Amts- oder dem Landgericht verhängt werden, kann hiergegen Beschwerde eingelegt werden, über die in jedem Fall das Oberlandesgericht entscheidet.